# Hello, Dolly!
Pour les articles homonymes, voir Hello, Dolly! (homonymie).
Hello, Dolly! est une comédie musicale américaine, livret de Michael Stewart, musique et lyrics de Jerry Herman, créée le 15 janvier 1964 au St. James Theatre de Broadway.  
La comédie musicale suit l'histoire de Dolly Gallagher Levi, une entremetteuse volontaire, alors qu'elle se rend à Yonkers, New York, pour trouver un partenaire pour le radin «célèbre demi-millionnaire célibataire» Horace Vandergelder. 
La pièce est devenue l'un des succès les plus durables du théâtre musical, avec quatre reprises à Broadway et un succès international. Elle a également été adaptée en 1969 dans le film Hello Dolly! de la 20th Century Fox, qui a remporté trois Oscars, dont celui de la meilleure musique de film musical et a été nommé dans quatre autres catégories, dont celui du meilleur film lors de la 42e cérémonie des Oscars. 

## Histoire
L'intrigue de Hello, Dolly ! trouve son origine dans la pièce anglaise A Day Well Spent de John Oxenford de 1835, que le dramaturge autrichien Johann Nestroy a adaptée en farce Einen Jux will er sich machen (Il fera la fête ou il s'amusera) en 1842. Thornton Wilder adapte la pièce de Nestroy en 1938 The Merchant of Yonkers. Cette pièce a été un échec, il l'a donc révisée et rebaptisée The Matchmaker (en) en 1954, en élargissant le rôle de Dolly (jouée par Ruth Gordon). 
Le rôle de Dolly Gallagher Levi a été écrit à l'origine pour Ethel Merman, mais elle l'a refusé, tout comme Mary Martin, bien que les deux l'aient finalement joué. Merrick a ensuite auditionné Nancy Walker, mais a embauché Carol Channing, qui a ensuite créé le rôle de Dolly. Gower Champion n'était pas le premier choix du producteur, mais Harold Prince et d'autres l'ont refusé, parmi lesquels Jerome Robbins et Joe Layton. 
Hello, Dolly! a connu des essais difficiles à Détroit, dans le Michigan, et à Washington, DC.  Après avoir reçu les critiques, les créateurs ont apporté des changements majeurs au script et à la partition, y compris l'ajout de la chanson "Before the Parade Passes By".  Initialement appelé Dolly, A Damned Exasperating Woman, puis Call on Dolly, Merrick a révisé le titre du spectacle après avoir entendu la version de Louis Armstrong de "Hello, Dolly". Le spectacle est devenu l'un des spectacles de Broadway les plus emblématiques de la seconde moitié des années 1960, et avec 2 844 représentations, il a été pendant un certain temps la comédie musicale la plus longue de l'histoire de Broadway.

## Fiche technique
- Titre : Hello, Dolly !
- Livret : Michael Stewart d'après John Oxenford, Johann Nestroy et Thornton Wilder
- Lyrics : Jerry Herman
- Musique : Jerry Herman
- Chorégraphie et mise en scène :  Gower Champion
- Direction musicale et arrangements vocaux : Shepard Coleman
- Orchestrations : Philip J. Lang et Peter Howard
- Décors : Oliver Smith
- Costumes : Freddy Wittop
- Lumières : Jean Rosenthal
- Producteur : David Merrick
- Date d'ouverture : 15 janvier 1964
- Date de fermeture : 27 décembre 1970
- Nombre de représentations consécutives : 2844

## Distribution originale

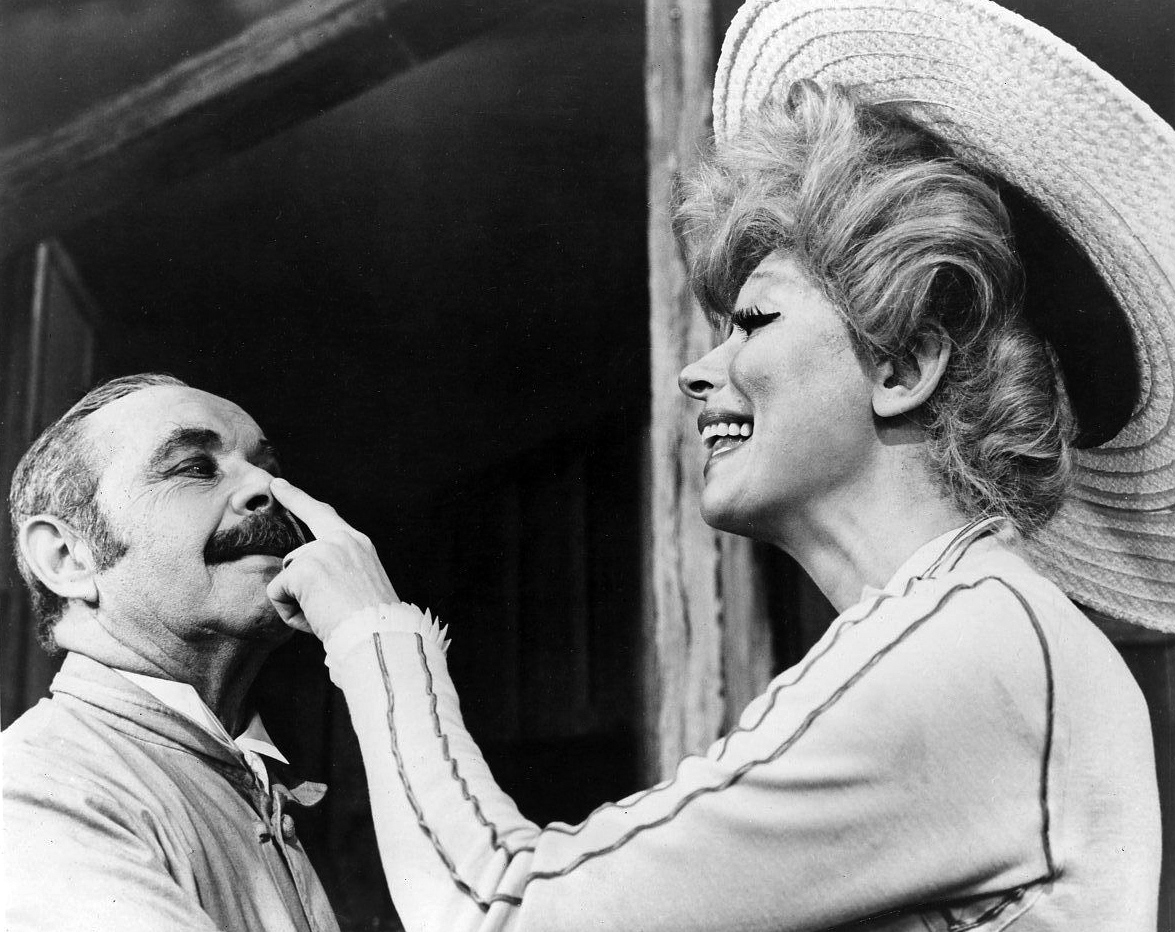
David Burns et Carol Channing à Broadway en 1964.

- Carol Channing : Dolly Gallagher Levi (15/01/64 - 27/03/70)
- Ethel Merman : Dolly Gallagher Levi (28/03/70 - 27/12/70)
- David Burns : Horace Vandergelder (1964-1967)
- Max Showalter : Horace Vandergelder (13/03/1967 - ?)
- Charles Nelson Reilly : Cornelius Hackl
- Eileen Brennan : Irene Molloy
- Jerry Dodge : Barnaby Tucker
- Sondra Lee : Minnie Fay
- Alice Playten : Ermengarde Vandergelder
- Igors Gavon : Ambrose Kemper
- Mary Jo Catlett : Gussie Granger / Ernestina Simple
- David Hartman : Rudolph Reisenweber
- Amelia Haas : Mrs. Rose

## Chansons

### Acte I
- I Put My Hand In - Dolly et Chœur
- It Takes A Woman - Horace et The Instant Glee Club
- World, Take Me Back[2] - Dolly
- Put On Your Sunday Clothes - Cornelius, Barnaby, Dolly, Ambrose et Ermengarde
- Put On Your Sunday Clothes (Reprise) - Les habitants de Yonkers
- Ribbons Down My Back - Irene
- Motherhood - Dolly, Horace, Irene, Minnie, Cornelius et Barnaby
- Dancing - Dolly, Cornelius, Barnaby, Minnie, Irene et Danseurs
- Love, Look in My Window[2] - Dolly
- Before the Parade Passes By - Dolly, Horace et Chœur

### Acte II
- Elegance - Irene, Cornelius, Minnie et Barnaby
- The Waiter's Gallop - Rudolph et Serveurs
- Hello, Dolly ! - Dolly, Rudolph, Serveurs et Cuisiniers
- Come and Be My Butterfly[3] - Ambrose, Muses, Nymphes, Fleurs et Papillons
- The Polka Contest - Ambrose, Ermengarde, Irene, Cornelius, Barnaby et Ensemble
- It Only Takes a Moment - Cornelius, Irene, Prisonniers et Policiers
- So Long Dearie - Dolly
- Hello, Dolly ! (Reprise) - Dolly et Horace
- Finale - Chœur

## Distinctions

### Récompenses
- Tony Awards 1964 :
  - Meilleure comédie musicale
  - Meilleure actrice de comédie musicale pour Carol Channing
  - Meilleur livret pour Michael Stewart
  - Meilleure partition originale pour Jerry Herman
  - Meilleure direction musicale pour Shepard Coleman
  - Meilleure mise en scène pour Gower Champion
  - Meilleure chorégraphie pour Gower Champion
  - Meilleurs décors pour Oliver Smith
  - Meilleurs costumes pour Freddy Wittop
  - Meilleure production de comédie musicale pour David Merrick

- 2002 : Grammy Hall of Fame Award pour l'enregistrement de l’œuvre avec la distribution originale sur disque RCA Victor en 1964[4].

### Nominations
- Tony Awards 1964 : Meilleur acteur de comédie musicale dans un second rôle pour Charles Nelson Reilly

## Reprises principales
- 6 novembre 1975 - 28 décembre 1975 : Minskoff Theatre avec Pearl Bailey
- 5 mars 1978 - 9 juillet 1978 : Lunt-Fontanne Theatre avec Carol Channing
- 19 octobre 1995 - 28 janvier 1996 : Lunt-Fontanne Theatre avec Carol Channing
- 11 août 2020 - 6 mars 2021 : Adelphi Theatre avec Imelda Staunton, Jenna Russell et Andy Nyman[5].
- 7 novembre 2024 - 5 janvier 2025 : Lido avec Caroline O’Connor[6].

## Version française
La version française, adaptée par Marc-Cab et Jacques Collard, lyrics d'André Hornez, est créée en 1972 au Grand Théâtre de Nancy avec Annie Cordy dans le rôle-titre. Elle recevra pour son interprétation l'Award de la meilleure show-woman européenne[Quoi ?].

## Adaptation cinématographique
- 1969 : Hello, Dolly!, film américain réalisé par Gene Kelly, avec Barbra Streisand et Walter Matthau